# Dominik Vodička
Dominik Vodička (* 3. září 1996 Hořovice) je český sportovní a divadelní tanečník, choreograf a trenér. Je zakladatelem komunity Tanec s láskou a bývalým sólistou Pražského komorního baletu.

## Život
S tancem začal v šesti letech v malém klubu KTS Příbram. V roce 2008 začal tančit v Praze v tanečním klubu Maestro u manželů Bartuňkových, kde působí dodnes.
Ve svých čtrnácti letech nastoupil na konzervatoř Taneční centrum Praha, kterou úspěšně zakončil v roce 2017 s absolutoriem. Během studií působil ve školních souborech TCP Baby Balet Praha a Balet Praha Junior.
Je čtyřnásobným vicemistrem České republiky v latinskoamerických a standardních tancích. V letech 2011 a 2016 se účastnil Mistrovství světa v latinskoamerických tancích. Od roku 2003 je členem Českého svazu tanečního sportu a v letech 2013–2017 byl členem Národního týmu a Sportovního centra mládeže. Svoji taneční kariéru strávil nějaký čas i v Rusku v Novosibirsku.
V květnu 2017 dostal angažmá v Pražském komorního baletu a v červenci 2017 se stal sólistou.
V roce 2018 založil komunitu Tanec s láskou, která je složena pouze z amatérských nadšenců. Společně natáčejí taneční projekty. 
V roce 2019 vyhrál Cenu Thálie (v kategorii Tanec a pohybové divadlo – muži) za roli Muže v inscenaci Petra Zusky Kytice.
V zimě roku 2019 vyhrál ve dvojici s herečkou Veronikou Khek Kubařovou desátou řadu soutěže StarDance …když hvězdy tančí.
V roce 2020 byl vybrán do výběru 30 pod 30 časopisu Forbes.
V jedenácté řadě StarDance …když hvězdy tančí (2021) tančil se zpěvačkou Terezou Černochovou, pár vypadl v osmém dílu a umístil se na čtvrtém místě.
V březnu roku 2020 Dominika oslovilo nakladatelství ALBATROS-MEDIA, aby společně vydali knihu o jeho taneční cestě.
Kniha vyšla 21. února 2022 pod názvem DOMINIK VODIČKA – Tančím s láskou.
Ve dvanácté řadě soutěže StarDance …když hvězdy tančí s herečkou Darijou Pavlovičovou podruhé vyhrál.
Ve třinácté řadě roku 2024 tančil bo boku kickboxerky Martiny Ptáčkové. Pár vypadl před branami finále, umístil se na čtvrtém místě.